# Cees Veerman (The Cats)
Cees Veerman (Volendam, 6 oktober 1943 – Jogjakarta, 15 maart 2014) was een Nederlands muzikant. Hij werd bekend als zanger, songwriter en gitarist van The Cats.

## Biografie
Veerman was de oudere broer van Harmen, de voorman van Left Side, en Martin, de drummer van onder meer Jen Rog. Cees speelde op jonge leeftijd in de formaties Spoetnik Boys en Electric Johnny & The Skyriders, en ging vervolgens verder met Arnold Mühren, Piet Veerman (geen familie) en Jaap Schilder als The Mystic Four. Ze veranderden hun naam in The Blue Cats en vervolgens in The Cats, terwijl ondertussen Theo Klouwer zich als nieuwe drummer bij hen aansloot. Veerman schreef een aantal nummers voor The Cats.

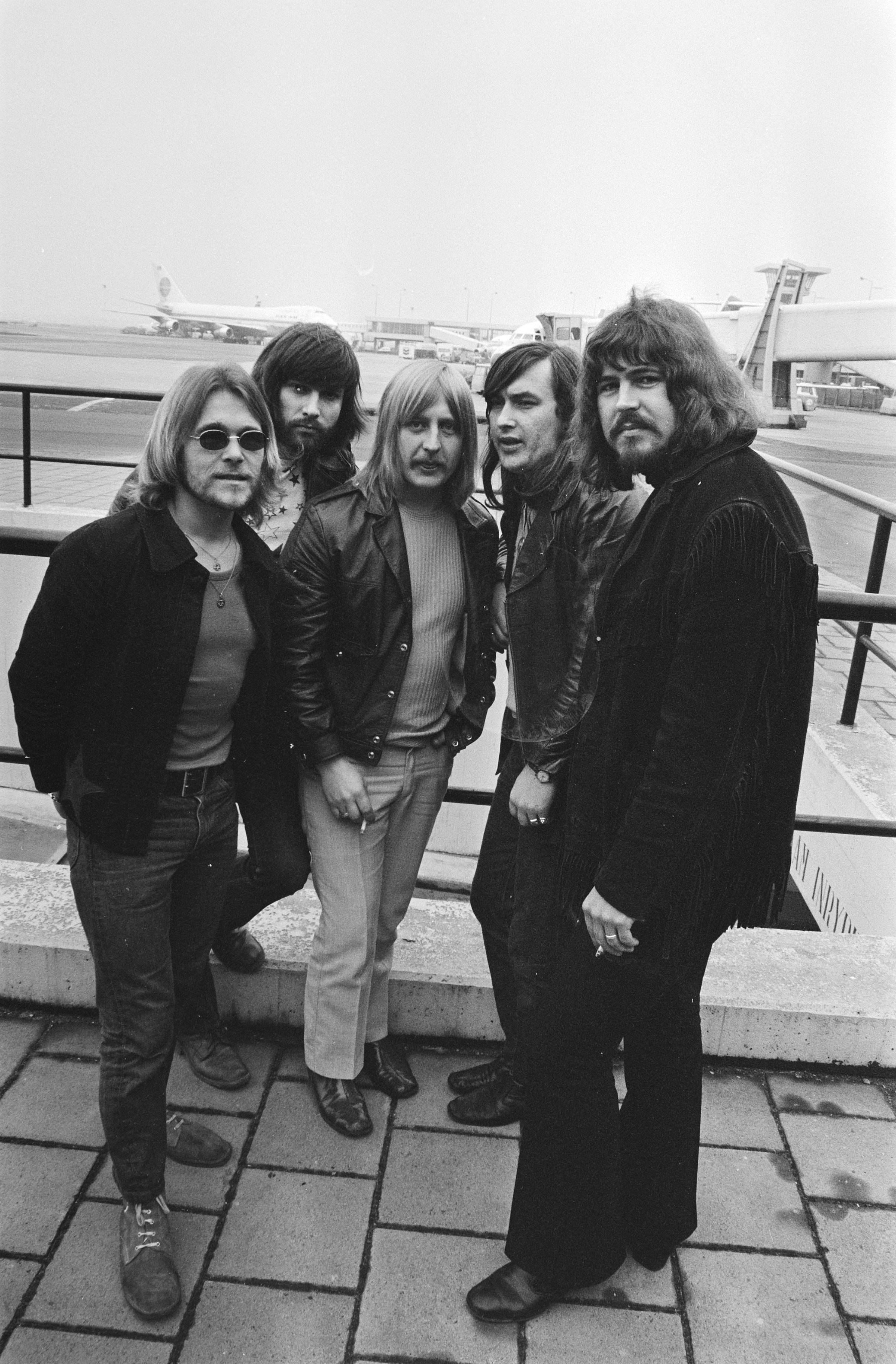
The Cats op Schiphol voor hun vertrek naar Indonesië, 1971

Met The Cats kende hij eind jaren zestig en begin jaren zeventig een groot aantal successen. In de eerste jaren, tot Times were when (1968), was hij de leadzanger voor de singles, waarvan er vijf in de Top 40 terechtkwamen. Hij had ook daarna de lead in verschillende liedjes, terwijl Piet Veerman de belangrijkste zanger werd voor de A-kanten van de singles, waarvan er vijf op nummer 1 terechtkwamen. Over de wisseling zei hij zelf begin jaren zeventig: "Van dat werk als What a crazy life en Sure he's a cat wilden we af. We werden door heel wat mensen afgedaan als een feestgroepje en dat irriteerde ons toch wel erger dan we wilden toegeven." Ze braken wereldwijd door, vooral in België, Duitsland en Zwitserland, en worden gezien als grondleggers van de Palingsound. Hij schreef onder meer The end of the show die in 1980 op een single werd uitgebracht met hemzelf bij uitzondering als leadzanger.
In 1972 kreeg Veerman problemen met zijn stem. Nadat hij een maand was uitgevallen en de dokter aangaf dat zijn stembanden hersteld waren, bleef hij over van alles piekeren, tot en met zaken als de Vietnamoorlog. Dat jaar verliet hij The Cats en werd hij vervangen door Piet Keizer. In november 1973 was hij weer terug en zong hij de helft van de nummers van de lp Home. Zo was hij er ook bij toen The Cats optraden in Hotel Waldhotel Krautkrämer in Münster-Hiltrup ten tijde van het WK-voetbal in 1974.
Na de opnames in de VS kondigden ze aan met optredens te stoppen. Cees Veerman was een van de bandleden die sterk gekant was tegen de nieuwe koers met de nieuwe elpee Love in your eyes. Producer Al Capps liet in tegenstelling tot Leyen en Jongbloed weinig ruimte aan eigen inbreng van The Cats. Veerman was er daarom niet meer bij toen The Cats de tweede elpee met Capps opnamen, Hard to be friends. Zijn vertrek viel in de week van 1 november 1974. In april 1975 werd bekend dat hij later dat jaar weer zou terugkeren bij The Cats.
EMI stelde de bandleden in staat met eigen werk te komen, waaraan ook Cees Veerman gehoor gaf. Hij kwam in deze tijd met het soloalbum Another side of me. De individuele albums hadden echter weinig succes vergeleken met de platen van de band. The Cats tekenden ook weer voor een tiental optredens en een jaar later volgden ze met de single met de toepasselijke titel We should be together. In 1979 gingen The Cats opnieuw uit elkaar en na een volgende comeback viel de band in 1985 definitief uit elkaar.
De depressieve perioden van Veerman bleven niet beperkt tot de periode 1972-74, maar kwamen ook later terug. In een interview met Ursul de Geer in 1994 kwam onder meer aan de orde dat hij veel baat had bij het middel prozac. Ook in andere interviews sprak hij er open over, bijvoorbeeld door te erkennen dat in zijn composities soms te merken was dat hij piekerde over het leven en waar het naartoe ging met de wereld. Dit zou te merken zijn geweest aan de teksten en soms ook aan de namen van de liedjes. Een manier die hij toepaste om dit te corrigeren was bijvoorbeeld door een positieve toon aan het refrein mee te geven; een voorbeeld dat hij hiervan gaf was het nummer Let's follow the sun (1972).
In 1994 kwamen Veerman, Mühren en Schilder nog met een nieuwe samenstelling, samen met gitarist Jan Akkerman en tex-mex-accordeonist Flaco Jiménez. Hun album Shine on kende echter niet het succes van vroeger. Op 23 maart 2006 werd Veerman samen met de nog levende Cats-leden Veerman (Piet), Schilder en Mühren opgenomen in de Orde van Oranje Nassau benoemd. In 2012 speelde hij nog mee met de Tribute to The Cats Band.
Sinds februari 2011 woonde Veerman in Indonesië. Terwijl hij ernaartoe verhuisde om het paradijs te vinden, kende hij daar vooral ook veel heimwee. Hij woonde daar met zijn vrouw Thea, ook wel Tuti of TutiCat genoemd. Veerman overleed in de nacht van 14 op 15 maart 2014 in zijn slaap. Anderhalf jaar later overleed ook zijn vrouw Thea.

## Discografie
Er verscheen één soloalbum van Veerman:
- 1976: Another side of me (hieraan werkte ook de Cat Jaap Schilder mee)

Verzamelalbum van broers en neven van Cees Veerman:
- 2018: Sure he's a cat

## Composities
Veerman schreef zevenenveertig nummers, veelal alleen en een enkele keer samen met anderen, die The Cats op elpee en single uitbrachten. Twee ervan kwamen als single in de Top 40 terecht: She was too young (1978) en The end of the show (1972, single in 1980).
Veerman werd in de jaren zestig beïnvloed door de muziek van The Kinks, waarvan hij Ray Davies een van de grootste liedjesschrijver in de popgeschiedenis is blijven vinden. Hij waardeerde diens cynische blik op de maatschappij, hoewel hij zelf geen Vietnam-liedjes heeft geschreven voor The Cats. Die kwamen er toch niet door, aldus Veerman in 1994.
Veerman was volgens Arnold Mühren de pionier in het schrijven van liedjes. Zijn eerste compositie die op een plaat verscheen, Hopeless try (1966), schreef hij samen met Chris Keenan en verscheen op de B-kant van What a crazy life; dit laatste nummer was de eerste single van The Cats die de Top 40 bereikte. Verder schreef hij Without your love (1967) met Mel Andy voor de B-kant van Sure he's a cat, en waren Silent breeze (1983), Classical waves (1984) en Canción de la sierra (1984) de enige nummers op B-kanten die hij samen met andere Cats componeerde.
Zijn composities bleven door de jaren heen terugkeren op B-kanten van singles, negen anderen dan genoemd, waaronder But tomorrow (1967), I've been in love before (1972), Nobody cares (1976), If I could be with you now (1983) en Only words (1994). Het nummer Don't waste my time (1970), een B-kant van het nummer Vaya con Dios, kwam acht maal terug op een verzamelalbum, bijna even vaak als de nummer 11-hit Don't waste your time van de hand van Piet Veerman.
Verder schreef hij nog tweeëndertig nummers die alleen op elpees van The Cats verschenen en acht nummers voor zijn soloalbum Another side of me uit 1976. Zijn nummers keerden later vele malen terug op verzamelalbums van The Cats.
Zijn composities werden ook gecoverd door andere artiesten, waaronder het nummer Without your love door Frans Krassenburg, de eerste zanger van The Golden Earrings, op zijn album  Here's a heart uit 1968.

### Singles uit zijn pen
| Single met eventuele hitnotering(en) in de Nederlandse Top 40 | Datum van verschijnen | Datum van binnenkomst | Hoogste positie | Aantal weken | Opmerkingen |
| ------------------------------------------------------------- | --------------------- | --------------------- | --------------- | ------------ | ----------- |
| She was too young                                             | 1978                  | 08-07-1978            | 24              | 5            |             |
| The end of the show                                           | 1980                  | 29-03-1980            | 5               | 10           |             |